# Carl Donath
Carl Donath (* 18. Juli 1819 in Marienwerder; † 1877) war Gutsbesitzer und Mitglied des Deutschen Reichstags.

## Leben
Donath besuchte das Gymnasium Marienwerder und bestand Ostern 1838 die Abiturprüfung. Er war Landwirt und Gutsbesitzer auf Rutkowitz bei Soldau im Kreis Neidenburg in Ostpreußen. 1874 war er Mitglied des preußischen Provinziallandtags und von 1874 bis 1877 vertrat er den Reichstagswahlkreis Regierungsbezirk Königsberg 8 für die Deutsche Fortschrittspartei.